# Bryoerythrophyllum fuscinervium
Bryoerythrophyllum fuscinervium är en bladmossart som beskrevs av Richard Henry Zander 1993. Bryoerythrophyllum fuscinervium ingår i släktet fotmossor, och familjen Pottiaceae. Inga underarter finns listade i Catalogue of Life.